# Comité Olímpico Arubano
Das Comité Olímpico Arubano wurde 1985 nach der Trennung Arubas von den Niederländischen Antillen gegründet. Zuvor war Aruba durch das Olympische Komitee der Niederländischen Antillen (NAOC) vertreten. Im folgenden Jahr wurde es vom Internationalen Olympischen Komitee (IOC) anerkannt.